# Gastronomia del Berguedà
La cuina berguedana comprèn el menjar i les begudes típiques de la comarca del Berguedà.
Segons el cuiner Toni Massanés, "El paisatge, l'aïllament i la pobresa han dotat la cuina berguedana de les seves característiques diferencials". Potser l'especificitat més important de la cuina d'aquesta comarca és la conservació de cultius de muntanya desconeguts a altres zones de Catalunya, com el pèsol negre, el blat de moro escairat o el blat escairat. La importància del bolets i la qualitat dels productes de la carn també caracteritzen el menjar de la zona.

## Història
A l'edat mitjana, l'alimentació al Berguedà es basava en el cultiu de blat, ordi, llegums i algunes hortalisses pròpies de l'Europa Occidental com la col o el nap. També s'hi practicava la ramaderia des d'antic, i s'hi guardaven pollastres, porcs, vaques, ovelles i cabres. Des de l'antiguitat i fins fa relativament poc, la base de l'alimentació popular eren les farinetes fetes amb qualsevol tipus de gra, igual que a gran part d'Europa.
Degut a les males comunicacions i la necessitat d'autoabastir-se de pràcticament tot, el cultiu de la vinya i l'olivera també eren molt estesos al Berguedà malgrat que el clima no és idoni per a aquests cultius. El vi que s'hi produïa, per exemple, era de poca graduació i es feia malbé aviat.
L'arribada de nous productes provinents d'Amèrica al segle xviii van transformar la cuina del Berguedà profundament, sobretot per la introducció del blat de moro i la patata, que s'adaptaven molt bé al clima de muntanya. El Baró de Maldà ja va descriure Berga com "una vila prou miserable, menos de blat de moro, cols i trumfes." Amb la millora de les comunicacions, per la mateixa època es va abandonar el conreu de vinya i olivera i es va començar a importar-ne els productes d'altres zones de Catalunya.
Després d'una època en què s'identificaven molts productes locals amb la pobresa i el temps de guerra, al Berguedà igual que a Catalunya en general es comença a revalorar els productes tradicionals.

## Plats típics
- Els pèsols negres són un llegum que es cultiva gairebé en exclusiva al Berguedà. Generalment se serveixen en guisats o amb rosta.[2]
- L'escudella de blat de moro escairat és el menjar típic de nadal a la comarca. Se sol fer exclusivament amb porc.[2]
- Les patates emmascarades són unes patates aixafades i barrejades amb sang de porc o botifarra negra. A vegades s'hi incorporen fredolics o d'altres bolets.[2]
- El trinxat de col i patates és un plat típic de muntanya compartit amb altres comarques. És anomenat trumfos amb col a Bagà, trinxat a la Pobla de Lillet, cànem i llana a Castellar del Riu,[3] i camamilla i baiton a Castellar de n'Hug.[1]
- El blat escairat se sol preparar com l'arròs, per exemple amb bolets o carn de caça.[4] Avui en dia, els plats d'arròs també són molt comuns.
- El Confitat de porc en greix o tupina s'associava tradicionalment amb l'època de la sega, quan era consumida pels segadors per tenir força per treballar. Encara avui, el concurs de confit és una part important de la Festa del Segar i Batre d'Avià.[1]
- Les cuixes de granota es preparen tradicionalment a la paella.[1]

## Productes locals
Els productes de l'agricultura i ramaderia local i els productes salvatges del medi natural ajuden a definir la cuina berguedana.

### Carn
La ramaderia ha sigut i continua essent una part important de l'economia rural al Berguedà. La producció de xai i gall d'indi són importants, i Vedella de ramaders de muntanya del Berguedà i Pollastre de ramaders del muntanya de Berguedà són marques certificades de la Cooperativa de Ramaders de Muntanya del Berguedà.
Com a altres zones de Catalunya, els productes del porc tenen un paper importantíssim en la cuina de la comarca. Els embotits del Berguedà gaudeixen d'una certa fama de fa temps. A finals del segle xix els germans Cardona venien llangonissa de Berga a Nova York, Nova Orleans, Puerto Rico, L'Havana, Ciutat de Mèxic i Veracruz, l'anunciaven a la revista La Lumanera de Nova York, i fins i tot van obrir un establiment al Panamà per subministrar llangonissa berguedana als homes que treballaven en la construcció del Canal de Panamà. A les seves Memòries, Josep Maria de Segarra afirma que el bull de llengua o regina de Berga és la millor del món. El pa de fetge és un producte característic de l'Alt Berguedà, sobretot de Castellar de n'Hug.
Els següents embotits reben una denominació comarcal al Berguedà:
- Tastet tendre és el nom que rep la botifarra fresca a la comarca.
- Tastet sec o tastet somall és el nom que rep el fuet a la comarca.
- Llangonissa
- Llangonissa culana, fet amb budell cular.
- Bull blanc
- Bull negre

També es fabriquen d'altres embotits, com la botifarra negra, la botifarra blanca, i la botifarra d'ou.
La ramaderia també s'aprofita per a la fabricació de formatges.
La cacera proveeix la cuina local d'altres tipus de carn. Es consumeix conill, llebre, isard, porc senglar, perdiu, guatlla i becada.

### Peix

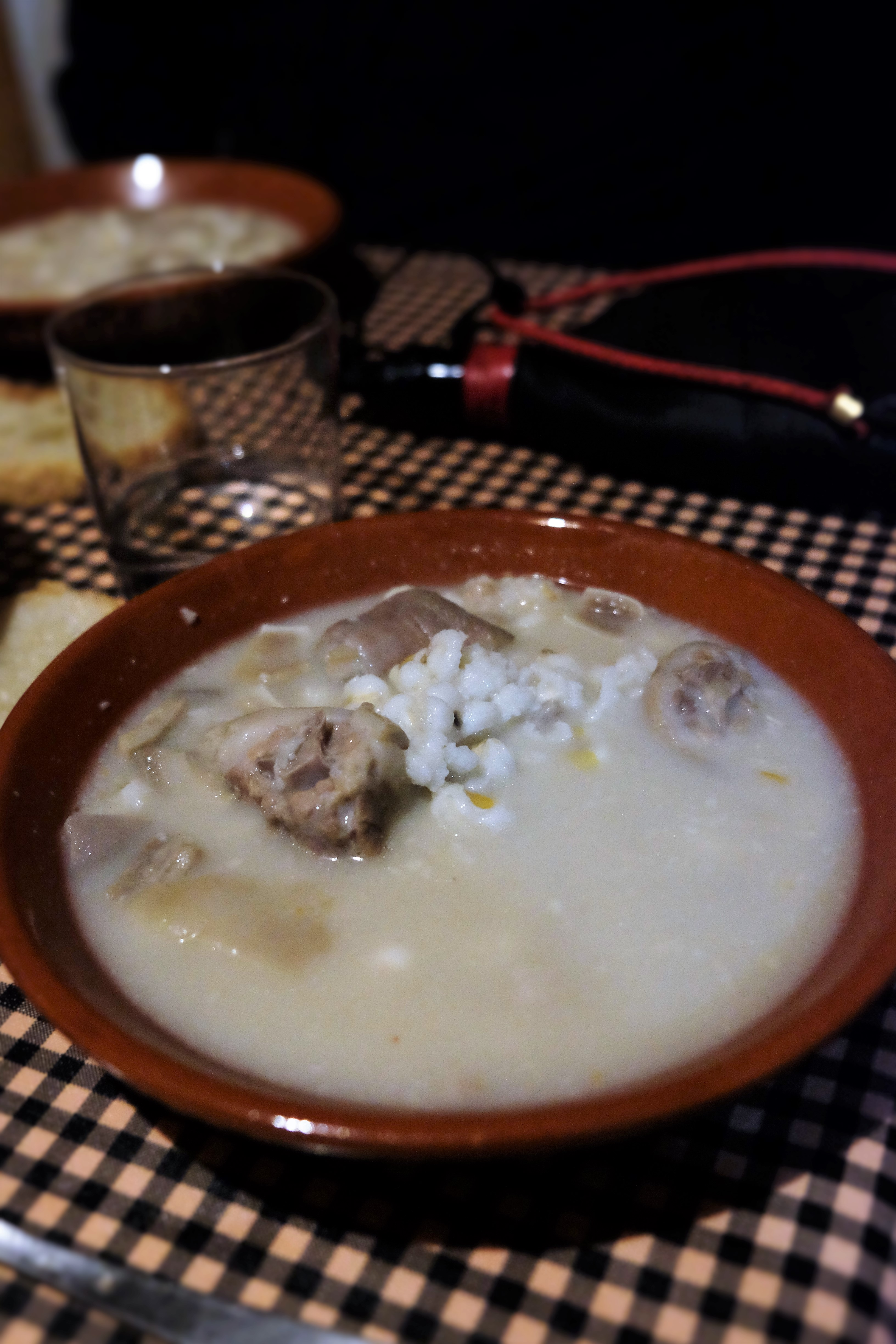
Un plat d'escudella de blat de moro escairat.

Localment es produeix truita de riu. Tradicionalment, també es consumia el cranc de riu i la petxina de riu que es feia al Riu Llobregat i afluents, però amb la degradació dels rius locals i la introducció d'espècies introduïdes, ja no es consumeix tant.

### Productes del bosc

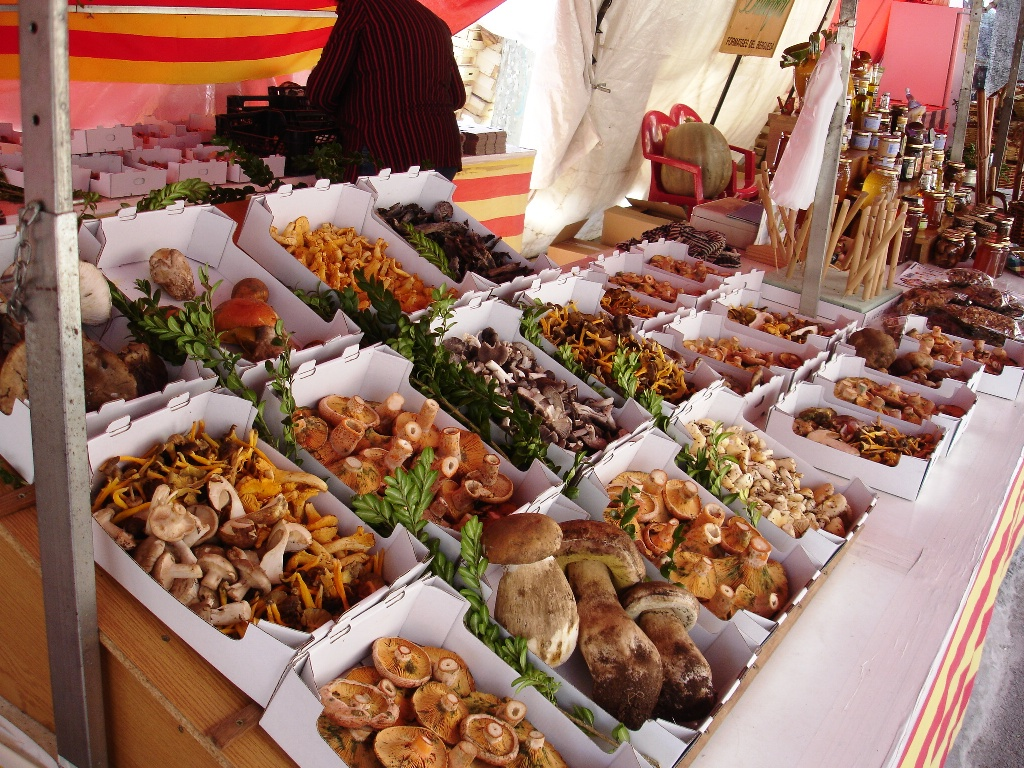
Mercat del bolet a Cal Rosal

El bolet és un dels productes que més s'associen amb la comarca, que té una gran tradició boletaire. Ja l'any 1893, el diari El Bergadán narrava: "en solo un mes y cuatro días, por el solo conducto del tramvia o ferrocarril económico de Berga a Manresa se han expedido 3.434 bultos de setas, de peso 58.344 kilos". Berga compta amb un monument al boletaire, i se celebren festes del bolet a Berga, Cal Rosal, La Pobla de Lillet, Vilada, Guardiola de Berguedà i Castellar del Riu.
Cada cop més, es cull i es cultiva la tòfona a la comarca.
Igual que a la resta de Catalunya, els plats amb cargols són freqüents.
També es cullen les xicoies que creixen espontàniament a la comarca.

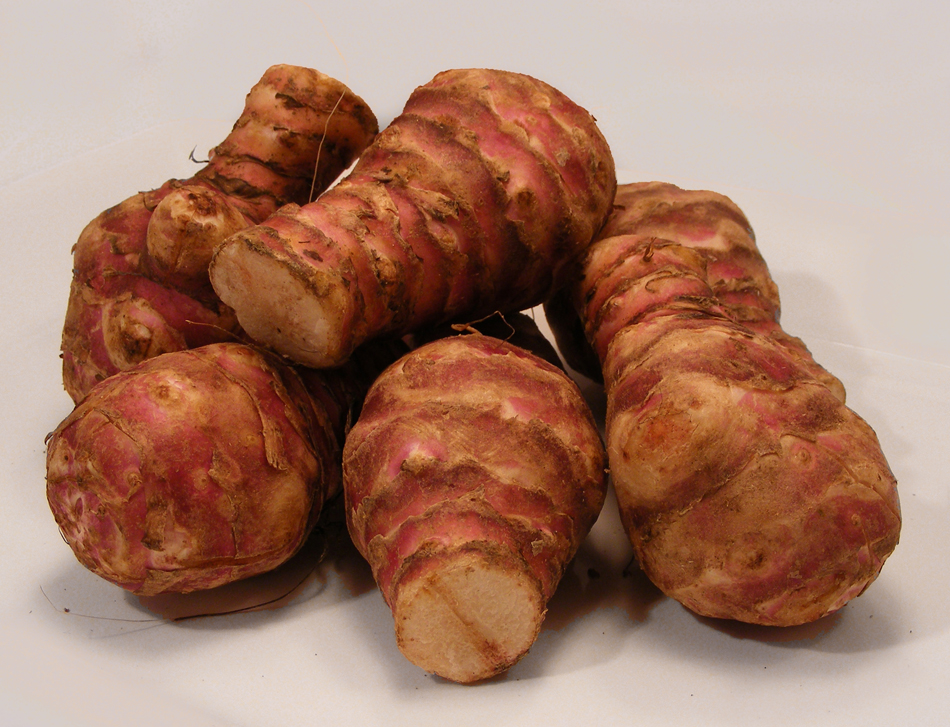
Encara es manté el cultiu de la nyama o nyàmera a la comarca

### Productes del camp
La producció de blat i d'ordi són molt comuns a la comarca des de l'edat mitjana. El Berguedà és una de les poques comarques on encara es consumeix el blat escairat.
El blat de moro s'adapta molt bé al clima de la comarca i s'hi cultiva des del segle xviii. Es consumeix en l'escudella de blat de moro escairat, però també com a farinetes de blat de moro torrat.
El pèsol negre o pèsol de muntanya és un producte gairebé exclusiu del Berguedà.
Tradicionalment, les pomes i peres de la comarca gaudien d'una gran fama. La pera de Sant Llorenç, de la Pobla de Lillet, i la Pera Codonyera de Cercs són dues varietats endèmiques del Berguedà.
El codony també es cultiva a la zona, i s'utilitza principalment per fer allioli de codony.
La patata, sovint anomenat trumfo a la comarca, és cultivat a la zona des de mitjans del segle xviii. La patata de Gósol i de la Vall de Peguera han assolit una certa fama.
El Berguedà és una de les poques comarques catalanes on s'ha mantingut el cultiu de nyama.
La ceba llarga, una varietat de ceba tendra poc picant, es consumeix cru en amanides.

### Begudes
La barreja i el mau-mau són dues begudes típiques de la Patum de Berga.
A Berga també es produeixen les aromes de Queralt, un licor d'herbes. La ratafia de producció comercial o casolana és una altra beguda típica de la zona.